# Vaggelīs Sklavos
Euaggelos Sklavos, detto Vaggelīs (in greco Ευάγγελος "Βαγγέλης" Σκλάβος?; Atene, 1º dicembre 1977), è un ex cestista greco.

## Carriera
Sklavos gioca nel ruolo di ala grande, ed è dotato di buona tecnica. Ha giocato in grecia i primi anni della sua carriera professionista partecipando anche a due edizioni di Eurolega con la maglia dell'Olympiakos.
Lasciato l'Olympiakos, vive due esperienze all'estero, in Spagna (a Valencia) ed in Russia (al Lokomotiv Rostov), per poi tornare in patria al Panellinios.
Nella stagione 2008-09 ha giocato con la Nuova Sebastiani.
Per la stagione 2009-10 ha siglato un accordo con il Gruppo Triboldi Basket.